# ГЕС Сент-Естев
ГЕС Сент-Естев (фр. Saint-Estève) — гідроелектростанція на південному сході Франції. Знаходячись між ГЕС Жук (вище по течії) та ГЕС Mallemort, входить до каскаду ГЕС на річці Дюранс (ліва притока Рони).
Відпрацьована на станції Жук вода по продовженню дериваційного каналу прямує вниз лівобережжям Дюрансу, уздовж відрогів Прованських Передальп. Через 27 км вона надходить на ГЕС Saint-Estève, машинний зал якої обладнано трьома турбінами типу Френсіс, що працюють при напорі 64 метри. Крім того, є ще один малий гідроагрегат (6 МВА) із турбіною того ж типу, через який при напорі 40 метрів перепускають воду до каналу, що веде у Марсель.
Загальна потужність станції становить 139 МВт, при цьому три основні турбіни забезпечують річний виробіток на рівні 690 млн кВт·год, крім того, ще 30 млн кВт·год додає обладнання на марсельському каналі.
Управління роботою ГЕС Saint-Estève здійснюється із диспетчерського центру на станції Сент-Тюль.